# Terminator 2: Judgment Day (arcade)
Terminator 2: Judgment Day o T2 es un videojuego de light gun shooter basado en la película del mismo nombre, producido por Midway Manufacturing Company para arcades en 1991. Desarrollado en conjunto con la película, varios actores de la película repiten sus roles para el juego y aparecen como parte de los gráficos fotorrealistas digitalizados del juego. La trama del juego sigue en gran medida la de la película, eligiendo hasta dos jugadores como el T-800 "terminador" cyborg de la película, enviado atrás en el tiempo para proteger a John Connor del asesinato de  T-1000 terminador. Un éxito en las salas de juegos, las conversiones caseras del juego fueron lanzadas por Acclaim Entertainment para varias plataformas bajo el título de T2: The Arcade Game para evitar confusiones con los otros juegos basados en la película.

## Trama
La historia del juego coincide con la película  Terminator 2: Judgment Day : para salvar al líder de la Resistencia Humana, John Connor, y su madre Sarah del T-1000, una mimética polialeación Terminator, empeñada en matarlos a ambos.
El jugador asume el papel de un T-800 Terminator cyborg, ya capturado y reprogramado por la resistencia humana, y lucha junto a ellos contra Skynet en el año 2029 Finalmente, el T-800 y John Connor penetran en la sede de Skynet y destruyen la CPU del sistema. Al descubrir el equipo de desplazamiento en el tiempo, el T-800 es enviado a través del tiempo a la infancia de John, con la misión de protegerlo del T-1000 que Skynet ya envió de regreso. En el pasado, John, Sarah y el T-800 lanzaron un ataque a Cyberdyne Systems para evitar el desarrollo y la creación de Skynet. El T-1000 alcanza al grupo y los persigue en un helicóptero de la policía y un camión nitrógeno líquido. El T-800 puede congelar y romper el T-1000 con el nitrógeno líquido, pero rápidamente se derrite y se reforma para continuar su búsqueda de John. En última instancia, el T-800 debe evitar que el T-1000 mate a John y lanzarlo a una tina de acero fundido para destruirlo.
Son posibles dos finales, dependiendo del resultado de la incursión Cyberdyne. Si se destruye todo el equipo, el jugador recibe un mensaje de que se ha evitado el Día del Juicio; de lo contrario, la investigación de la compañía continuará y el Día del Juicio Final sigue siendo una posibilidad.

## Jugabilidad
El juego, que se ejecuta en el hardware arcade Williams/Midway Y-Unit y Midway X-Unit, permite que uno o dos jugadores asuman el papel de un T-800 cyborg programado para proteger a John y Sarah Connor y a los combatientes de la resistencia contra la ofensiva de Skynet. El juego se desarrolla en una perspectiva en primera persona.
El juego consta de siete etapas, con las primeras cuatro ambientadas durante la guerra entre humanos y máquinas en 2029 y las últimas tres durante la infancia de John en la década de 1990.
- Cruzas un campo de batalla para llegar a un escondite para refugiados humanos.

- Viajas a través del escondite, protegiendo a los refugiados de Terminators y otros atacantes.

- Te defiendes de los Terminators y de los aviones cazadores-asesinos mientras John se dirige a las instalaciones principales de Skynet en una camioneta.

- Invades la instalación y destruyes su computadora principal, después de lo cual el personaje del jugador es transportado al pasado.

- Destruyes tanto equipo como sea posible en el laboratorio de investigación Cyberdyne mientras los empleados y los oficiales de SWAT se defienden. Si todo el equipo es destruido durante esta etapa, el jugador gana una gran bonificación y recibirá el mejor de los dos finales posibles para el juego como se describe arriba.

- Luchas contra el T-1000 mientras usa un helicóptero de la policía y un camión cisterna para atacar la camioneta SWAT en la que Sarah y John escapan a una acería.

- Haces agujeros en la cisterna para empapar el T-1000 en nitrógeno líquido hasta que se congele; luchar contra los trabajadores del molino mientras John huye por el molino; luego arroja el T-1000 a una tina de acero fundido para destruirlo antes de que pueda matar a John.

Si John muere en la tercera, sexta o séptima etapa, el jugador incurre en una gran penalización de salud y debe volver a jugar esa etapa desde el principio.
El arma principal del jugador es una ametralladora, que dispara en modo automático siempre que se apriete el gatillo. Al presionar un botón en el costado se dispara un arma secundaria (misiles en 2029, cartuchos de escopeta en la década de 1990). La munición de las armas es ilimitada; sin embargo, un indicador de potencia en pantalla disminuye lentamente con el disparo prolongado, lo que hace que la velocidad de disparo disminuya. El medidor se vuelve a llenar lentamente cuando se suelta el gatillo de la pistola. Otros potenciadores de salud y armas están disponibles a lo largo del juego.
Al final de cada etapa, excepto la sexta, el jugador obtiene puntos de bonificación por el número y tipo de enemigos destruidos y la cantidad de daño infligido, pero pierde puntos por cada baja humana (solo la primera y la segunda etapa).

## Desarrollo
Arnold Schwarzenegger, Robert Patrick y Eddie Furlong repitieron sus respectivos roles para la realización del juego de arcade, apareciendo a través de imágenes digitalizadas de sus personajes y una combinación de clips de audio de la película. y nuevas líneas grabadas. Linda Hamilton no prestó su imagen ni su voz como Sarah Connor en ninguna filmación del juego; en cambio ella es interpretada por Debbie Evans.
La secuencia de demostración incluye una parodia de los índices de audiencia de la Motion Picture Association of America que se ven en los avances de las películas. Afirma que el juego ha sido calificado como "R" (de Justos) por la ficticia "Motion Picture Gaming Association of America".
El arte del juego que aparece en la versión estadounidense del volante de arcade muestra varios detalles que no estaban presentes en el juego lanzado. Una imagen muestra el T-1000 apareciendo en el nivel Cyberdyne Systems, lo que implica que el jugador tendría que proteger a John y Sarah del T-1000. Otra imagen muestra a John Connor tratando de abrir la cerca que el jugador destruye al comienzo del nivel de Skynet, una escena en la que el jugador puede haber tenido que proteger a John mientras cruza el campo de batalla. Otras diferencias entre el volante y el juego lanzado incluyen la omisión del recuento de créditos para un número de nivel, un gráfico diferente que representa el recuento de misiles de los jugadores, así como el uso de comas en las puntuaciones de los jugadores.
El arte conceptual incluido con el DVD de edición especial de Terminator 2: Judgment Day muestra ciertos enemigos y áreas no utilizadas en la película, como el enemigo con forma de serpiente "Silver Fish", el enemigo Orbs volador y la máquina del tiempo dentro de Skynet.

## Lanzamiento
El juego se convirtió a las consolas de juegos de 16 bits Sega Mega Drive/Genesis y SNES, junto con el Sega Master System de 8 bits y Game Boy con gráficos degradados. Sin embargo, las versiones Mega Drive/Genesis y Master System no pudieron escalar debido a limitaciones de hardware, y muchas de las imágenes se volvieron a dibujar en diferentes tamaños. La versión de Game Boy solucionó este problema al hacer que los enemigos se movieran desde el costado o la parte superior de la pantalla. La versión de Game Boy también usa algo de música del juego de arcade Narc.
El port para MS-DOS del juego era muy fiel al juego de arcade en términos de gráficos y velocidad. Sin embargo, era notoriamente difícil de ejecutar debido a la gran cantidad de memoria convencional necesaria para ejecutarse (580K de 640K) y normalmente necesitaría un disco de arranque o ajustes de memoria (o ambos) para cargar.
El juego también fue rebautizado como "T2: The Arcade Game" para evitar conflictos con el juego de plataformas. Los jugadores pueden controlar el cursor de la pistola con el panel de control. La versión de SNES admitía el Super Scope y el SNES Mouse además del panel de control estándar. Otros ports gráficos inferiores incluyen la Commodore Amiga y la Game Gear. En Norteamérica era uno de los pocos juegos que soportaba el Menacer de Mega Drive/Genesis, pero en el Master System, el Light Phaser no era compatible, solo un joypad.

## Recepción
En los Estados Unidos, el juego encabezó la lista de Replay para gabinetes arcade verticales en diciembre de 1991, y permaneció en la parte superior de las listas de juegos recreativos verticales de RePlay hasta abril de 1992. El mismo mes, también encabezó la lista general de juegos de arcade de todo Estados Unidos de "Play Meter", desplazando brevemente a "Street Fighter II" como el videojuego de juegos de arcade con mayores ganancias en los Estados Unidos Durante un mes. En Japón, Game Machine incluyó Terminator 2: Judgment Day en su edición del 1 de febrero de 1992 como la segunda unidad de arcade vertical más exitosa del mes.
GamePro comentó que los gráficos en la versión de SNES "se parecen mucho a la versión arcade". También elogiaron las voces digitalizadas y la jugabilidad divertida, y concluyeron que el juego es "probablemente la única buena excusa que tienes para conseguir un Super Scope", aunque también comentaron que el ratón SNES es la mejor opción de control para el juego. Electronic Gaming Monthly también calificó la versión de SNES como una buena conversión, aunque se quejaron de que el juego era demasiado difícil. Le dieron un 6,8 de 10.
Terminator 2: Judgment Day fue clasificado como el 18° mejor juego de arcade de la década de 1990 por Complex. Brad Cook de AllGame le dio a la versión arcade tres estrellas y media de cinco, y notó la dificultad del juego. Brett Alan Weiss de AllGame le dio a la versión de SNES tres estrellas y media y escribió: "El mayor inconveniente de T2: el juego de arcade son los controles. Si no tienes un Super Scope (o al menos un mouse), el juego sufre bastante porque no puedes mover la mira tan rápido o con tanta precisión como quisieras". Weiss lo llamó "un juego fielmente recreado" y escribió: "Aunque no es tan satisfactorio como la versión arcade, es tan bueno como cabría esperar de la SNES de 16 bits".  Entertainment Weekly  le dio al juego una calificación D.
Steve Bradley de Amiga Format le dio a la versión Amiga una calificación del 73 por ciento y la calificó como "una conversión fiel" de la versión arcade, así como, "Una rápida, furiosa y frenética, aunque bastante limitada, shoot-em-up con una carretilla cargada de violencia en una buena medida". CU Amiga le dio a la versión Amiga una calificación del 90 por ciento y la llamó, "Una recreación perfecta de píxeles de la fantástica experiencia de arcade". CU Amiga calificó sus gráficos como "millas mejores que la conversión de Mega Drive" y señaló que era más fácil que la versión arcade debido a sus diferentes niveles de velocidad.
Stuart Campbell de Amiga Power le dio a la versión Amiga una calificación del 57 por ciento y sintió que era una mejora con respecto a un videojuego anterior de Terminator 2 por Ocean Software. Sin embargo, Campbell escribió: "Los gráficos son pequeños y de mala calidad, el sonido es en gran parte horrible, el juego es repetitivo y rápidamente tedioso, y lo más probable es que lo termines en tres o cuatro intentos. Si puedes soportar la frustración de" tener "Es decir, muchos va en primer lugar. Es tangiblemente inferior a la versión Mega Drive, y hay muy pocas excusas para eso. El juego repetitivo no es culpa de la conversión, pero es bastante descuidado en la mayoría de los otros departamentos, y la dificultad reducida (del juego Mega Drive al menos) es un gran error".